# Амальгамация
Амальгама́ция — метод извлечения металлов из руд растворением в ртути.

## Процесс
Амальгамация основана на способности металлов при смачивании их ртутью образовывать с ней сплавы (амальгамы).
Амальгаму отделяют от пустой породы, ртуть отгоняют и возвращают в процесс. Амальгамацию применяют для извлечения серебра, золота, платины и других металлов из руд или концентратов.
Амальгамацию золотосеребряной руды ведут в щелочной среде, платиновой — в кислой в присутствии цинковой амальгамы.

## История
Этот метод был известен в античности, является самым древним из существующих методов очистки золота.
Описание процесса дано Георгием Агриколой в XVI веке. Метод широко распространился благодаря испанцу Бартоломе де Медина, применившему его в Мексике в 1557 году. Впоследствии амальгамация немало поспособствовала колоссальному расширению добычи серебра и золота в Мексике и Перу и наводнению ими Европы. В значительной степени именно это привело к революции цен в Европе XVI—XVII веков.
До 1920-х годов амальгамация была ведущим процессом извлечения благородных металлов. С 1950-х годов применяется в основном при переработке гравитационных концентратов (для руд более эффективны флотация и цианирование). Сегодня[когда?] в добыче золота ртуть в России применяется редко, но в других странах используется шире.

## Недостатки
Сокращение применения амальгамации связано с низкой степенью извлечения некоторых форм золота в присутствии сульфидов, особенно пирротина. Другие недостатки амальгамации:
- трудность обеспечения техники безопасности при работе с ртутью;
- возможность загрязнения окружающей среды[4].

## Виды
- Внутренняя амальгамация — производится одновременно с измельчением руды в бегунных чашах или мельницах.
- Внешняя амальгамация — производится на шлюзах: при движении пульпы металлы улавливаются ртутью, нанесённой на медные (иногда посеребрённые) листы.

### Электроамальгамация
При электроамальгамации смачиваемость улучшается путём воздействия постоянного тока: на шлюзе ртути придаётся отрицательный заряд, пульпе — положительный. В зависимости от соотношения ртути и металла амальгама при комнатной температуре может быть жидкой, полужидкой или твёрдой. Из жидких и полужидких амальгам избыток ртути удаляется фильтрацией через замшу под давлением.

## Применения
Амальгамация применяется:
- для извлечения золота, платины, серебра из концентратов;
- для переработки отходов лёгких металлов;
- при электролитическом получении редких металлов;
- золочении металлических изделий;
- в производстве зеркал;
- в зуболечебной технике.

## Другие способы добычи золота
Все способы добычи золота основываются на физико-химических свойствах золота.
- Промывка золота — основывается на высокой плотности золота, благодаря чему при промывке водой золото оседает вниз, а более лёгкие металлы и минералы смываются.
- Цианирование золота — основано на способности синильной кислоты и её солей-цианидов растворять в себе золото.
- Аффинаж золота.